# 張旭東
張 旭東（ちょう きょくとう、1962年3月 - 2021年10月1日）は、中華人民共和国の軍人。最終階級は中国人民解放軍上将。

## 経歴
1962年3月、河北省遷安県で生まれる。1981年9月に中国人民解放軍入隊。1984年8月に中国共産党入党。中国人民解放軍陸軍第39集団軍師長、陸軍第39集団軍参謀長を歴任。
2014年、陸軍第39集団軍軍長に就任。2016年、中部戦区副司令員兼中部戦区陸軍司令員に昇格。2020年12月、西部戦区司令員に昇格。その後、病気で免職され、中央軍事委員会戦略規画委員会の専職委員に就任した。
2021年10月1日、北京市で病気のため死去した。59歳。
2012年7月、少将に昇格。2018年7月、中将に昇格。2020年12月、上将に昇格。